# Reiner von Meißen
Reiner († 1066) war von 1065 bis 1066 Bischof von Meißen.
Reiner erscheint auch mit dem Namen Rainer, Reginbert, Rogmer oder Reinbert. Er wurde vom Magdeburger Metropoliten Werner von Steußlingen geweiht.